# Lista de membros da Royal Society eleitos em 1979
Esta é uma lista de Membros da Royal Society eleitos em 1979.

## Fellows of the Royal Society
1. Jerzy Neyman (1894–1981)
2. Janet Watson (1923–1985)
3. Martin Beale (1928–1985)
4. Jakov Seldovich (1914–1987)
5. William Charles Evans (1911–1988)
6. Dame Janet Vaughan (1899–1993)
7. Alastair Graham (1906–2000)
8. Patrick Anthony Merton (1920–2000)
9. Julius Axelrod (1912–2004)
10. Digby McLaren (1919–2004)
11. John Maxwell Cowley (1923–2004)
12. Winifred Pennington (1915–2007)
13. Durward William John Cruickshank (1927–2007)
14. John Hilton Edwards (d. 2007)
15. Michael Elliott (d. 2007)
16. Joshua Lederberg (d. 2008)
17. Milton Robert James Salton (d. 2008)
18. Olgierd Zienkiewicz (d. 2009)
19. Harry Smith (1921–2011)
20. Sir Bernard Crossland (d. 2011)
21. David Alan Walker (1928–2012)
22. Godfrey Stafford (1920–2013)
23. Sir Kenneth Murray (1930–2013)
24. John Robert Laurence Allen
25. Michael Ashby
26. Michael Joseph Crumpton
27. Sir Michael Anthony Epstein
28. Ray Freeman
29. Sir Richard Lavenham Gardner
30. Cyril Hilsum
31. Sir David Hopwood
32. Keith Usherwood Ingold
33. Edward A. Irving
34. Geoffrey Melvill Jones
35. Devendra Lal
36. Michael Franz Lappert
37. Ian Macdonald
38. Robert May
39. Brenda Milner
40. Denis Noble
41. Martin Rees
42. Paul Harry Roberts
43. John Griggs Thompson
44. David Thouless